# 高橋巖 (映画監督)
高橋 巖（たかはし いわお、1963年 - ）は、映画・テレビドラマ作品の監督・演出家。神奈川県出身。日本工学院専門学校映像科卒業。

## 人物・来歴
1963年（昭和38年）、神奈川県平塚市に生まれる。
幼少の頃より映像に興味を持ち、中学に入る頃から8ミリフィルムで自主映画の制作を開始する。「スタンリー・キューブリックの影響は大きい」と本人は語る。
1987年（昭和62年）、東宝スタジオで撮影を行っていた実相寺昭雄監督の『帝都物語』のスタッフルームに単身乗り込み、現場で手伝わせてもらうことを交渉。特撮のフォース助監督として現場入りすることとなる。
撮影が終了した後は実相寺監督の制作会社「コダイ」に席を置くことになり、実相寺監督をはじめ、門下生の服部光則監督、北浦嗣巳監督などの助監督としてその実績を積みはじめる。
当時の「コダイ」は同年代の演出を志す者の梁山泊的な色合いも強く、『ウルトラマンティガ』で脚光を浴びた川崎郷太監督、特殊メイクの第一人者原口智生、『帝都物語』では画コンテを担当した樋口真嗣監督らとの交流を深めることになる。
1991年（平成3年）、「コダイ」制作のオリジナルビデオ『実相寺昭夫の不思議館』
の１エピソード、「ワン・コイン・ドリップ・ドリーム」で初監督（脚本も担当）、それ以外のエピソードではプロデューサーとして辣腕を振るう。
1994年（平成6年）、「コダイ」を退社。フリーランスになり多方面に活躍の場を広げる。
1997年（平成9年）、佐伯日菜子主演 TV版『エコエコアザラク』第20話「面」、第21話「血」を演出。しかし、神戸連続児童殺傷事件の影響により、第19話以降の放送が自粛（テレビ東京）。在京ではビデオ発売まで幻の作品となっていた。
2001年（平成13年）、『infinity ∞ 波の上の甲虫』で劇場映画デビュー。東京都写真美術館でロングラン上映される。本作はソニー製のCineAltaカメラ「HDW-F900」を本格的に使用して制作された日本で最初のデジタルシネマである。雅楽師である東儀秀樹の映画デビュー作品でもある。これが縁で東儀秀樹がゲスト出演した『ウチくる!?」に、“お世話になった人”で出演し手紙を読み上げた。
2003年（平成15年）、劇場作品の第2作『八月のかりゆし』が公開。松田龍平主演、村山富市元首相が出演で話題になる。『波の上の甲虫』『八月のかりゆし』と熱帯地方でのロケが続き、本人もこういった環境をいたく気に入り、以後、ライフワークとすることを決意する。
2008年（平成20年）、和光大学 表現学部 総合文化学科 准教授を務める。（2016年に任期満了）
2009年（平成21年）6月13日、映画『希望ヶ丘夫婦戦争』公開。
2021年、文化庁長官表彰。

## 監督作品

### 映画
- infinity ∞ 波の上の甲虫（2001年）原作：いとうせいこう　出演：東儀秀樹、奥菜恵、原田喧太
- 八月のかりゆし（2003年）出演：松田龍平、末永遥、村山富市、斉藤和義
- MAIL（2004年）※インターネットドラマ『MAIL』の再編集版
- 地獄プロレス（2005年）出演：出口哲也、柴田かよこ、ニコラス・ペタス、我修院達也
- 希望ヶ丘夫婦戦争（2009年）原作：実相寺昭雄　出演：さとう珠緒、宮川一朗太、範田紗々、川村亜紀

### テレビドラマ
- パステル・ラブ（1996年）
- エコエコアザラク（佐伯日菜子主演）（1997年）
- 真・女神転生デビルサマナー（1997年）
- ねらわれた学園（村田和美主演）（1997年）
- 仮面天使ロゼッタ（1998年）
- エコエコアザラク〜眼〜(上野なつひ主演)（2004年）
- ウルトラQ dark fantasy（2004年）
- 栞と紙魚子の怪奇事件簿（2008年）

### オリジナルビデオ
- 実相寺昭雄の不思議館（1992年）
- 妖女伝説セイレーン４（1995年）
- ひらひら（1997年）
- くりいむレモン 亜美の日記（2005年）
- 五龍奇剣士メタルカイザー(2014年)

### インターネットドラマ
- MAIL（2004年）出演：須賀貴匡、栗山千明
- ドラマ版ふたりエッチ（2011年）出演：七海なな、福島慎之介

### 助監督など
- 帝都物語（実相寺昭雄監督）
- ウルトラQ ザ・ムービー 星の伝説（実相寺昭雄監督）
- ウルトラマンティガ（1997年）実相寺昭雄監督回のみ
- 幻の光（是枝裕和監督）
- ワンダフルライフ（是枝裕和監督）
- ブラックジャック（小中和哉監督）

### その他
- 和光大学 表現学部 総合文化学科 准教授（2008年4月〜2016年3月）